# Torneo de Marruecos 2016
El Grand Prix SAR La Princesse Lalla Meryem de 2016 fue un torneo profesional de tenis jugado en canchas de arcilla. Fue la 16 ª edición del torneo que formó parte de los torneos internacionales del 2016 de la WTA. Se llevó a cabo en Rabat, Marruecos entre el 25 el 30 de abril de 2016.

## Cabezas de serie

### Individual
| Tenista                   | Ranking | Preclasificada |
| Timea Bacsinszky          | 16      | 1              |
| Yekaterina Makarova       | 29      | 2              |
| Anna Karolína Schmiedlová | 34      | 3              |
| Irina-Camelia Begu        | 35      | 4              |
| Tímea Babos               | 40      | 5              |
| Annika Beck               | 41      | 6              |
| Lesia Tsurenko            | 43      | 7              |
| Yulia Putintseva          | 22      | 8              |

- Ranking del 18 de abril de 2016

### Dobles
| Tenista                             | Ranking | Preclasificada |
| Tatjana Maria Raluca Olaru          | 110     | 1              |
| Anastasia Rodionova Arina Rodionova | 117     | 2              |
| Annika Beck Johanna Larsson         | 162     | 3              |
| Xenia Knoll Aleksandra Krunić       | 210     | 4              |

## Campeonas

### Individuales femeninos
Timea Bacsinszky venció a  Marina Erakovic por 6-2, 6-1

### Dobles femenino
Xenia Knoll /  Aleksandra Krunić vencieron a  Tatjana Maria /  Raluca Olaru por 6–3, 6–0